# Castanozoster thoracicus
La monterita pectoral, dominiquí de pecho bayo o monterita torácica (Castanozoster thoracicus) es una especie de ave paseriforme de la familia Thraupidae la única perteneciente al género Castanozoster, anteriormente situada en Poospiza. Es endémica del sureste de Brasil.

## Distribución y hábitat
Se distribuye de forma discontinua desde Río de Janeiro y sur de Minas Gerais hasta el norte de Río Grande do Sul.
Esta especie es considerada razonablemente común en sus hábitats naturales: los bosques templados y bosques montanos húmedos de la Mata Atlántica, inclusive bosques de Araucaria angustifolia, en altitudes entre 900 y 2400 m.

## Descripción
Mide 13,5 cm de longitud. Por arriba es gris con una media luna blanca bien visible debajo del ojo y filetes blancos en las alas. Por abajo es blanco, con una banda pectoral y los flancos castaños.

## Comportamiento
Anda en parejas o en grupitos que se juntan a bandadas mixtas. Es arborícola y recorre el follaje a media altura. Es silencioso, en general emite apenas llamados, varias notas como «chup» o «tsip».

## Sistemática

### Descripción original
La especie C. thoracicus fue descrita por primera vez por el naturalista finlandés Alexander von Nordmann en 1835 bajo el nombre científico Fringilla thoracica; su localidad tipo es: «Brasil».

### Etimología
El nombre genérico masculino Castanozoster es una combinación de las palabras del griego «kastanon»: castaño, y «zōstēr»: cinturón, banda, en alusión a la notoria banda castaña que atraviesa el pecho y los flancos del ave; y el nombre de la especie «thoracicus» del latín que significa «pectoral», «relativo al pecho».

### Taxonomía
Es monotípica. La presente especie fue tradicionalmente tratada como integrante del género Poospiza hasta que en los años 2010, publicaciones de filogenias completas de grandes conjuntos de especies de la familia Thraupidae basadas en muestreos genéticos, permitieron comprobar que se ubicaba en un ramo solitario, distante de las otras especies de dicho género. Sobre esta base, y frente a la inexistencia de algún género sinónimo disponible, Burns, Unitt & Mason (2016) propusieron un nuevo género exclusivo Castanozoster. El Comité de Clasificación de Sudamérica (SACC) aprobó esta modificación taxonómica en la Propuesta N° 730 parte 13. Como el nuevo género es masculino, el epíteto cambia de thoracica para thoracicus.
Los datos presentados por los amplios estudios filogenéticos mencionados demuestran que los parientes más próximos son por un lado un clado integrado por Cypsnagra, Donacospiza y Poospizopsis, y por el otro un clado integrado por Nephelornis, Urothraupis y Microspingus, todos en una gran subfamilia Poospizinae.